# 恭肃皇贵妃 (同治帝)
恭肅皇貴妃（1857年9月20日—1921年4月14日），阿鲁特氏，蒙古镶蓝旗人，同治帝嫔，首席軍機大臣赛尚阿之庶女。

## 生平
咸丰七年（1857年）八月初三日出生。同治帝孝哲皇后的父亲崇绮是赛尚阿第三子，即恭肅皇贵妃的哥哥。莊和皇贵妃虽是孝哲皇后的姑姑，却比皇后小三岁。
為同治帝大婚而舉行的外八旗选秀由同治七年选到同治十一年。同治七年共记名了五位秀女，其中就有後來的孝哲毅皇后、恭肅皇貴妃等人。同治十一年二月初三日，阿魯特氏憑藉自己的出身和素養被指定為內庭主位。莊和皇貴妃初封为珣嫔，她的侄女則被指立为皇后；八月十三日，恭亲王面奉慈安皇太后和慈禧皇太后懿旨，在珣嫔妆奁内添置一盤沉香朝珠；九月十三日卯刻，珣嫔由神武门进宫，景仁宫进彩亭伺候丹陛乐，與瑜嬪同居景仁宮；十月十九日舉行珣嫔册封礼。
同治十二年三月，同治帝奉两宫皇太后去定陵參與清明敷土礼和隆恩殿大享礼，还携带着皇后和一眾內庭主位前往定陵。
同治十三年十一月十五日，光緒帝尊封珣嬪为珣妃。根據內務府檔案的記載，「珣」字的滿文意思為「溫婉的」。
光绪二十年正月，又被尊封为珣贵妃。光绪二十六年七月二十日，各国联军进入京师；二十一日，慈禧皇太后携光绪帝、皇后、瑾妃等人逃离京城。此时，寿康宫一区还居住着穆宗的敦宜荣庆皇贵妃富察氏、珣貴妃等人。慈禧皇太后西逃并没有带上她們。光绪帝死后第四天，剛登極的宣统帝尊封她为皇考珣皇贵妃，移居到她的侄女孝哲皇后生前居住过的储秀宫。民国二年（1913年）二月初五日，逊帝溥仪尊封其为皇考庄和皇贵妃。
公元1921年4月14日（农历三月初七日）午初一刻五分薨逝，终年六十四岁。敬事房首领带领太庙首领太监，恭请庄和皇贵妃金棺至吉祥轿内安放毕，由储秀宫出启祥门，进慈祥门至慈宁宫殿内安放；三月十七日钦奉谕旨：“恭拟谥曰恭肃皇贵妃”；四月十一日，由慈宁宫奉移金棺至园寝享殿暂安；十二月初七日入葬惠陵妃园寝。

## 延伸阅读
[在维基数据编辑]
 《清史稿/卷214》，出自趙爾巽《清史稿》